# Héctor Rodas
Héctor Rodas Ramírez (Valencia, 7 maart 1988) is een Spaans voetballer die bij voorkeur als centrale verdediger speelt. Hij verruilde in juli 2017 Córdoba CF voor Cercle Brugge.

## Clubcarrière
Rodas tekende in 2005 zijn eerste contract bij UD Levante. Na twee seizoenen in de jeugd en twee seizoenen bij het tweede elftal, debuteerde hij in 2009 voor UD Levante in de Segunda División. In zijn eerste seizoen speelde hij drie volledige wedstrijden. In 2010 promoveerde de club naar de Primera División. In januari 2012 werd hij voor zes maanden uitgeleend aan Elche CF. Na die uitleenbuurt bleef hij tot januari 2015 spelen bij UD Levante. De volgende zes maanden speelde hij bij Real Betis. In juli 2015 tekende hij een contract bij Córdoba FC. Twee jaar later, in juli 2017 koos hij ervoor om Spanje te verlaten en aan de slag te gaan bij Cercle Brugge. 